# ایلماتیک
ایلماتیک (به انگلیسی: Illmatic) اولین آلبوم موسیقی خواننده رپ آمریکایی ناز است، که در تاریخ ۱۹ آوریل سال ۱۹۹۴، توسط کمپانی کلمبیا رکوردز منتشر شد. پس از امضای قرار داد با کمک MC Serch، نس این آلبوم در سال ۱۹۹۲ و ۱۹۹۳ در استدیوهای Chung King Studios، D&D Recording، Battery Studios و Unique Recording Studios in New York City در نیویورک سیتی ضبط کرد. تولید این آلبوم توسط Large Professor، Pete Rock، Q-Tip، L.E.S. و DJ Premier صورت گرفت.
پس از انتشار، این آلبوم در رتبه ۱۲ در جدول بیلبورد ۲۰۰ آمریکا و فروش ۵۹٬۰۰۰ نسخه در هفته اول دست یافت. منتقدان بساری این آلبوم را ستوده و آن را جزء بزرگترین آلبوم‌های هیپ هاپ می‌داند. در ۱۷ ژانویه سال ۱۹۹۶، این آلبوم توسط انجمن صنعت ضبط آمریکا تأیید شد و در سال ۲۰۰۱ به فروش بالای یک میلیون نسخه دست یافت.
این آلبوم توسط نویسندگان و منتقدان موسیقی به عنوان یک نقطه عطف در ساحل شرقی هیپ هاپ(East Coast hip hop) شناخته شده‌است. همچنین به احیای صحنه رپ در شهر نیویورک نقش داشته‌است. این آلبوم یکی از آلبوم‌های مشهور در تاریخ هیپ هاپ باقی‌مانده است.

## زمینه سازی
ناز به عنوان یک نوجوان، به دنبال شغلی به عنوان یک خواننده رپ بود. او در ابتدا با نام مستعار «بچه موج» شناخته می‌شد (قبل از اتخاذ نام مستعار ناز). ناس اولین کار خود را در سال ۱۹۹۱ در آلبوم(Breaking Atoms) منتشر کرد. ناز پس از آن اولین ترک خود را در سال ۱۹۹۲ به نام(Halftime) برای موسیقی متن فیلم (Zebrahead) ساخت. ناز چند پیشنهاد از رپرهای بزرگ و استدیوهای خوش‌نام دریافت می‌کند، و شروع به همکاری با آن‌ها می‌کند. اما این همکاری کوتاه بود زیرا گراهام، دوست او، توسط یک فرد مسلح در منطقه (Queensbridge) در تاریخ ۲۳ مه ۱۹۹۲ به قتل می‌رسد. البته برادر ناز را نیز هدف گلوله قرار گرفت، اما جان سالم به در برد. این اتفاقات برای ناز یک زنگ خطر محسوب می‌شد.
در اواسط سال 1992 (MC Serch) که از گروه (3rd Bass) جدا شده بود، شروع به کار بر روی یک پروژه به همراه ناز کرد. هنگامی که MC Serch نقش تهیه‌کنندگی برای اولین آلبوم ناس را به عهده گرفته بود، تلاش برای اتصال ناس با تولیدکنندگان مختلف می‌کرد. سر انجام ناس با کلمبیا رکوردز قرارداد بست. همچنین افرادی نظیر(DJ Premier،Guru،Gang Starr،Lord Finesse،Jeru the Damaja) در جمع‌آوری این آلبوم به ناس کمک کردند.
این آلبوم در استدیو(D&D Studios) واقع در نیویورک و چند استدیو دیگر ضبط شد. ضبط این آلبوم در سال ۱۹۹۲ شروع و تا سال ۱۹۹۳ طول کشید.